# Steirischer Fußball-Verband
La Steirischer Fußball-Verband è la federazione calcistica dello stato federato austriaco della Stiria. Fondata nel 1911, è una delle 9 federazioni regionali che compongono la ÖFB.
Organizza ogni anno un proprio campionato e una coppa riservati alle squadre affiliate, insieme ai tornei femminili e giovanili. Conta 363 squadre affiliate.

## Storia
La federazione fu fondata nel 1911 come Deutsch-Alpenländischer Fußball-Verband, e originariamente comprendeva anche il territorio della Carinzia, che creerà una propria federazione solo nel 1920. I membri fondatori, che si riunirono all'hotel Goldene Birne a Graz, furono: Grazer AK, Grazer Sportvereinigung, Cilli AC (di Celje, oggi in Slovenia), Marburger SV (di Maribor, pure in Slovenia), Knittelfelder SV, FC Schwarze Elf Judenburg e Lustenau 07 . Il primo campionato fu organizzato nel 1920-1921.

## Presidenti
Lista dei presidenti della DAFV-StFV fino al 1951.
- 1911-1914 Eduard Krodemansch
- 1924-1926 Max Bubik
- 1926-1927 Eduard Sartory
- 1927-1934 Rudolf Resner
- 1934-1938 Franz Ircher
- 1939-1945 Hermann Marbler
- 1945-1946 Heribert Ircher
- 1946-1948 Franz Reistenhofer
- 1949-1951 Franz Ircher

## Struttura dei campionati

### Maschili

#### Landesliga
Il massimo campionato regionale, composto da un girone unico di 16 squadre. La vincitrice è promossa in Regionalliga.

#### Oberliga
Composta da tre gironi da 14 squadre ciascuno.

#### Unterliga
Composta da sei gironi da 14 squadre ciascuno.

#### Gebietsliga
Si suddivide in sette gironi composti, per la corrente stagione, cinque da 14 squadre, uno da 13 e uno da 12 squadre.

#### 1. Klasse
Il livello più basso è strutturate in base a criteri di vicinorietà geografica, per cui si hanno undici gironi con numero di squadre variabile tra 14 e 10.

### Femminili

#### Landesliga
Girone unico di 11 squadre. La vincitrice disputa gli spareggi per la promozione in Frauen 2. Liga.

#### Oberliga
Girone unico di 9 squadre.

## Albo d'oro

### Campionato
- 1920-1921  Sturm Graz
- 1921-1922  Grazer AK
- 1922-1923  Sturm Graz
- 1923-1924  Grazer AK
- 1924-1925  Sturm Graz
- 1925-1926  Grazer AK
- 1926-1927  Grazer AK
- 1927-1928  Grazer AK
- 1928-1929  Grazer AK
- 1929-1930  Grazer AK
- 1930-1931  Grazer AK
- 1931-1932  Grazer AK
- 1932-1933  Grazer AK
- 1933-1934  Sturm Graz
- 1934-1935  Grazer SC
- 1935-1936  Sturm Graz
- 1936-1937  Sturm Graz
- 1937-1938  Grazer SC
- 1938-1939  Donawitz
- 1939-1940  Grazer SC
- 1940-1941  Sturm Graz
- 1941-1942  Kapfenberger
- 1942-1943  Kapfenberger
- 1943-1944  Reichsbahn Graz
- 1944-1945 non disputato
- 1945-1946  Sturm Graz
- 1946-1947  Sturm Graz
- 1947-1948  Sturm Graz
- 1948-1949  Sturm Graz
- 1949-1950  Austria Graz
- 1950-1951  Grazer SC
- 1952-2004 sconosciuti
- 2004-2005  Bad Aussee
- 2005-2006  Allerheiligen
- 2006-2007  Weiz
- 2007-2008  Voitsberg
- 2008-2009  Flavia Solva
- 2009-2010  Gleinstätten
- 2010-2011  Kapfenberger Amateure

### Coppa
- 1921-1922  Kapfenberger
- 1923-1926 non disputata
- 1926-1927  Grazer AK
- 1928-1931 non disputata
- 1931-1932  Sturm Graz
- 1932-1933  Sturm Graz
- 1933-1934  Grazer SC
- 1934-1935  Grazer SC
- 1935-1936  Sturm Graz
- 1936-1937  Sturm Graz
- 1937-1938  Sturm Graz
- 1938-1939  Grazer SC
- 1939-1940  Kapfenberger
- 1940-1941  Kapfenberger
- 1942-1945 non disputata
- 1945-1946  Sturm Graz
- 1946-1947  Sturm Graz
- 1947-1948  Sturm Graz
- 1948-1949  Sturm Graz
- 1949-1950  Grazer SC
- 1950-1951  Grazer SC
- 1952-1994 non disputata
- 1994-1995  Voitsberg
- 1995-1996  LUV Graz
- 1997-2007 non disputata
- 2007-2008  Pöllau
- 2008-2009  Gleisdorf 09
- 2009-2010  Paldau
- 2010-2011  Weiz

La competizione è attualmente nota come WOCHE Steirer-Cup powered by Stiegl per motivi di sponsor.